# Cratere Fabbroni
Fabbroni è un cratere lunare intitolato al naturalista, economista, chimico, filosofo, agronomo e uomo politico italiano Giovanni Fabbroni. È un piccolo cratere da impatto situato lungo il bordo settentrionale del Mare della Tranquillità, sul lato occidentale della separazione che divide il mare lunare dal Mare della Serenità. A sudest si trova il cratere Vitruvio. Il cratere Fabbroni era stato designato inizialmente come Vitruvio E prima che gli fosse assegnato il nome attuale dall'UAI.
Fabbroni è un cratere circolare a forma di cono; le pareti scendono gradualmente verso il centro del cratere, che coincide con il punto più profondo (2,1 km). Il bordo settentrionale del cratere si trova sulle pendici sudoccidentali del Monte Argaeus.